# Klein e Wagner
Klein e Wagner è una novella scritta da Hermann Hesse nel 1919, e pubblicata nel 1920.

## Trama
Il quarantenne Federico Klein, padre di famiglia e onesto funzionario di banca, è in fuga da una città tedesca su un treno diretto verso Sud, dopo aver rubato un'ingente somma di denaro alla sua azienda, ed essersi procurato dei documenti falsi e un revolver.
Si trova in uno stato confusionale: ha deciso di lasciarsi alle spalle il proprio passato, e mentre cerca di capire le ragioni che lo hanno spinto a comportarsi da malvivente, finisce come per caso in una città italiana, circondata dalle montagne.
Il clima mediterraneo sembra giovargli, inducendolo a cercare in Italia l'armonia perduta della sua esistenza, tramite la contemplazione artistica del mondo. «Arte era: dietro ogni cosa mostrar Dio». Klein tuttavia è ancora preda dei suoi pensieri tumultuosi. Nella sua camera d'albergo, ripensando a se stesso, gli sale alla mente l'appellativo di Wagner, che gli rammenta non solo il grande musicista da lui amato in gioventù, e poi rinnegato, ma anche il nome di un assassino salito tempo prima alle cronache dei giornali per aver sterminato la sua famiglia. Klein allora lo aveva giudicato con disprezzo, ma ora riconosce di avere provato dentro di sé quei medesimi propositi omicidi. Wagner diventa così per lui «il nome collettivo per tutto quello che era stato oppresso, colato a fondo, non giunto a meta nell'ex funzionario Federico Klein».
Wagner fa sorgere in lui la speranza di poter abbandonare la propria vecchia identità in favore di una più autentica. Ma ecco che, in un parco della cittadina, egli si imbatte in una ragazza dall'aspetto sensuale e provocante. Quella vista fa riaffiorare in lui tutti i pregiudizi morali del vecchio Klein verso quel genere di donna. Ammettendo di avere in tal modo manifestato soltanto la propria sessuofobia, la incontra nuovamente, scoprendo che si chiama Teresina, e che fa di professione la ballerina. 
La sera seguente, dopo aver parlato con lei e aver intuito che qualcosa li accomuna, Klein passa una fugace notte d'amore con la moglie di un contadino conosciuta in una locanda, che cercava da lui solo quella considerazione che il marito non le dava. Quell'avventura lo getta in uno stato di sconforto, convincendolo che lui e Wagner devono morire. Si sdraia sulle rotaie in attesa del treno, ma si addormenta, e al risveglio si allontana non ricordando più cosa fosse venuto lì a fare.
Riprende a frequentare Teresina, anche lei attratta da quell'uomo così strano, eppure così simile a lei. Con Teresina egli a poco a poco ritrova l'amore e la gioia di vivere.  Arriva l'estate, e ben presto, tuttavia, ritorna in lui il dubbio e la sfiducia in se stesso. Torna cioè ad essere «piccolo», che in tedesco si traduce appunto «Klein». Dopo una notte d'amore con Teresina, comprende di essere vittima dei soliti sensi di colpa, delle medesime illusioni, dell'impossibilità di riempire un vuoto incolmabile. Si reca sul lago lì vicino, prende una barca e comincia a remare; e al momento di annegarsi in acqua comprende finalmente ciò che finora non era riuscito a comprendere, cioè che «tutta l'arte consisteva nel lasciarsi cadere». Nell'atto estremo del suicidio egli approda alla meta tanto anelata, ossia alla capacità di vincere la paura:
(Klein e Wagner, trad. it. di Ervino Pocar, op. cit.)

## Interpretazioni
Di impronta autobiografica, scritto da Hesse in coincidenza di una sua grave crisi esistenziale, e in particolare in occasione della sua fuga a Basilea dove cercava di rifarsi una nuova vita, il romanzo è contrassegnato dal tema, ricorrente nelle sue opere, della contrapposizione tra due opposte polarità, che qui convivono in uno stesso personaggio, sotto i nomi di Klein e del suo alter-ego Wagner.

Secondo la curatrice dell'edizione italiana per Meridiani Mondadori, Maria Pia Crisanaz Palin, si tratta del «racconto di Hesse dove opera più scopertamente la prassi analitica»:
(Maria Pia Crisanaz Palin, nota a Klein e Wagner, op. cit., pag. 456)

## Edizioni italiane
- Klein e Wagner, in Klingsor, traduzione di Barbara Allason, a cura di Lavinia Mazzucchetti, Collana Narratori nordici n.14, Milano, Sperling & Kupfer, 1931. - Collana I Classici contemporanei stranieri, Milano, Arnoldo Mondadori Editore, 1961; in Romanzi, Prefazione di Claudio Magris, cronologia, note e bibliografia a cura di Maria Pia Crisanaz Palin, Collana I Meridiani, Mondadori, 1977[6].
- Knulp. Klein e Wagner. L'ultima estate di Klingsor, traduzione di Ervino Pocar, Mondadori, 1979, 2014. - in Romanzi brevi. Leggende e fiabe, Collana Oscar Grandi classici n.47, Mondadori, 1994.
- Klein e Wagner, in Romanzi brevi, traduzione di Francesca Ricci Grandi Tascabili Economici, Roma, Newton Compton, 1990. - ed. autonoma, Collana Tascabili Economici n.46, Newton Compton, 1993, ISBN 978-88-798-3049-2.